# Hans Mayer (Fußballspieler, 1914)
Hans Mayer (* 5. Juli 1914 in Mannheim; † 9. Mai 1974 ebenda) war ein deutscher Fußballspieler.

## Karriere
Mayer war ein Abwehrspieler des SV Waldhof Mannheim, dem er von 1935 bis 1948 angehörte.
Er bestritt von 1935 bis 1945 in der Gauliga Baden, in einer von zunächst 16, später auf 23 Gauligen zur Zeit des Nationalsozialismus als einheitlich höchste Spielklasse im Deutschen Reich, Punktspiele, die Spielzeiten 1939/40, 1941/42 und 1943/44 in der Gruppe Nordbaden.
Am Ende seiner Premierensaison gewann er mit seiner Mannschaft die Gaumeisterschaft, wie auch in der Folgesaison und 1939. In der Saison 1939/40, in der die Gauliga Baden in drei Gruppen aufgeteilt war, ging er mit seiner Meisterschaft als Meister aus der Gruppe Nordbaden hervor, wie auch aus der sich anschließenden Endrunde um die Gaumeisterschaft Baden. Diese beiden Erfolge vermochte seine Mannschaft auch am Ende der Saison 1941/42 und 1943/44 zu wiederholen. 1945 gewann er mit seiner Mannschaft letztmals die Meisterschaft im Gau Baden.
Aufgrund der regionalen Erfolge kam er in den jeweiligen Endrunden um die Deutsche Meisterschaft zum Einsatz. Die Meisterschaft wurde in vier Gruppen zu jeweils vier Mannschaften ausgetragen, von denen die Gruppensieger die beiden Halbfinalspiele bestritten. Er bestritt 1935/36 alle sechs Spiele der Gruppe D, debütierte am 5. April 1936 beim 2:0-Sieg über den CfR Köln im ersten Gruppenspiel und schied mit seiner Mannschaft als Drittplatzierter aus dem Wettbewerb aus, wie auch 1936/37, als er in fünf Gruppenspielen eingesetzt wurde. Sein letztes Endrundenspiel bestritt er am 10. Mai 1942 bei der 1:7-Niederlage im Qualifikationsspiel beim 1. FC Kaiserslautern.
In dem 1935 neu geschaffenen Pokalwettbewerb für Vereinsmannschaften um den Tschammerpokal kam er in fünf aufeinanderfolgenden Jahren ab 1935 in insgesamt 22 Spielen zum Einsatz. Sein Debüt gab er am 22. September 1935 in Mannheim beim 5:1-Sieg über Wormatia Worms. Nach drei weiteren Spielen schied er mit dem SV Waldhof Mannheim am 24. November 1935 im Halbfinale mit 0:1 gegen den späteren Pokalsieger 1. FC Nürnberg aus dem Wettbewerb aus. Ins Finale zog er dennoch ein, nämlich am 8. Januar 1939 in seinem letzten Pokalspiel seiner Karriere. Bis dahin hatte er alle sieben vorausgegangenen Spiele, einschließlich der zwei notwendig gewordenen Wiederholungsspiele der Halbfinalbegegnung mit dem SC Wacker Wien bestritten. Der Einzug ins Finale wurde nach dem torlosen Unentschieden nach erneuter Verlängerung per Losentscheid zugunsten seiner Mannschaft entschieden. Das am 28. April 1940 im Berliner Olympiastadion ausgetragene Finale endete mit der 0:2-Niederlage gegen den 1. FC Nürnberg.
Nach dem Ende des Zweiten Weltkriegs bestritt er ab dem 4. November 1945, mit dem Start der neugeschaffenen Oberliga Süd, eine von zunächst drei, später auf fünf Staffeln erweiterte höchste deutsche Spielklasse, bis Saisonende 1947/48 Punktspiele in dieser.
Zum Ligakonkurrenten VfR Mannheim gewechselt, absolvierte er seine letzten Punktspiele als aktiver Fußballspieler in der Saison 1948/49, die er mit seiner Mannschaft als Zweitplatzierter abschloss.

## Erfolge
- Tschammerpokal-Finalist 1939
- Gaumeister Baden 1936, 1937, 1939, 1940, 1942, 1944, 1945
- Gaumeister Nordbaden 1940, 1942, 1944